# Zihlman
Zihlman es un lugar designado por el censo ubicado en el condado de Allegany en el estado estadounidense de Maryland. En el Censo de 2010 tenía una población de 362 habitantes y una densidad poblacional de 93,18 personas por km².

## Geografía
Zihlman se encuentra ubicado en las coordenadas 39°40′27″N 78°54′47″O / 39.67417, -78.91306. Según la Oficina del Censo de los Estados Unidos, Zihlman tiene una superficie total de 3.88 km², de la cual 3.88 km² corresponden a tierra firme y (0%) 0 km² es agua.

## Demografía
Según el censo de 2010, había 362 personas residiendo en Zihlman. La densidad de población era de 93,18 hab./km². De los 362 habitantes, Zihlman estaba compuesto por el 96.96% blancos, el 0% eran afroamericanos, el 0% eran amerindios, el 0% eran asiáticos, el 0% eran isleños del Pacífico, el 0.83% eran de otras razas y el 2.21% pertenecían a dos o más razas. Del total de la población el 1.1% eran hispanos o latinos de cualquier raza.